# Бонавантюр Калу
Бонавантю́р Калу́ (фр. Bonaventure Kalou; нар. 12 січня 1978) — івуарійський футболіст, що грав на позиції нападника. Виступав занаціональну збірну Кот-д'Івуару.
Чемпіон Нідерландів. Володар Суперкубка Нідерландів. Дворазовий володар Кубка Франції. Володар Кубка Нідерландів. Володар Кубка УЄФА.

## Клубна кар'єра
У дорослому футболі дебютував 1996 року виступами за команду клубу «АСЕК Мімозас», в якій провів один сезон, взявши участь у 35 матчах чемпіонату.
Своєю грою за цю команду привернув увагу представників тренерського штабу клубу «Феєнорд», до складу якого приєднався 1997 року. Відіграв за команду з Роттердама наступні шість сезонів своєї ігрової кар'єри. Більшість часу, проведеного у складі «Феєнорда», був основним гравцем атакувальної ланки команди. За цей час виборов титул чемпіона Нідерландів, ставав володарем Суперкубка Нідерландів, володарем Кубка УЄФА.
Згодом з 2003 по 2008 рік грав у складі команд клубів «Осер», «Парі Сен-Жермен», «Ланс» та «Аль-Джазіра». Протягом цих років додав до переліку своїх трофеїв два титули володаря кубка Франції.
Завершив професійну ігрову кар'єру у клубі «Геренвен», за команду якого виступав протягом 2008—2010 років. За цей час додав до переліку своїх трофеїв титул володаря кубка Нідерландів.

## Виступи за збірну
1998 року дебютував в офіційних матчах у складі національної збірної Кот-д'Івуару. Протягом кар'єри у національній команді, яка тривала 9 років, провів у формі головної команди країни 47 матчів, забивши 12 голів.
У складі збірної був учасником Кубка африканських націй 1998 року у Буркіна Фасо, Кубка африканських націй 2000 року у Гані та Нігерії, Кубка африканських націй 2002 року у Малі, чемпіонату світу 2006 року у Німеччині, Кубка африканських націй 2006 року в Єгипті, де разом з командою здобув «срібло».

## Досягнення
- Чемпіон Нідерландів:

«Феєнорд»: 1998-99
- Володар Суперкубка Нідерландів:

«Феєнорд»: 1999
- Володар Кубка Франції:

«Осер»: 2004-05
«Парі Сен-Жермен»: 2005-06
- Володар Кубка Нідерландів:

«Геренвен»: 2008-09
- Володар Кубка УЄФА:

«Феєнорд»: 2001-02
- Срібний призер Кубка африканських націй: 2006